# Веронези, Умберто
Умберто Веронези (итал. Umberto Veronesi; 28 ноября 1925, Милан — 8 ноября 2016, там же) — итальянский онколог и государственный деятель, министр здравоохранения Италии (2000—2001).

## Биография
Родился в многодетной семье фермера, когда ему было 6 лет потерял отца. Хотя он родился в католической семье, но с 14 лет отошел от религии, став агностиком. 
В 1951 году окончил факультет медицины и хирургии Миланского университета, в 1956 году — Павийский университет, специализировался на хирургии, и решил посвятить себя изучению и лечению рака: после некоторых поездок за границу (Англия и Франция) поступил в Национальный институт рака в качестве добровольца, связав с ним свою дальнейшую карьеру. 
В 1975 году возглавил Национальный институт онкологии. Стал первым итальянцем, возглавившим Международный онкологический союз, в 1982 году основал Европейскую школу онкологии. В 1985—1988 годах являлся президентом Европейской организации исследования злокачественных опухолей, в 1991—1993 годах — Федерации европейских обществ борьбы с раком. С 1994 по 2000 год и затем с 2001 по 2014 год возглавлял Европейский институт онкологии. В качестве онколога уделял особое внимание лечению рака молочной железы, разработал операцию квадрантоктомия, предполагавшую удаление только части груди, предложил технику операции так называемых sentinel lymph nodes, то есть ближайших к опухоли лимфатических узлов, удаление которых может предотвратить метастазирование.
Сторонник использования ГМО (вступал по этому поводу в открытую полемику с Беппе Грилло), стволовых клеток и ядерной энергии, выступал за антипрогибиционизм в политике. Высказывался в пользу легализации лёгких наркотиков и эвтаназии, хотя не практиковал её на деле.
В 1993 году министром здравоохранения Раффаэле Костой он был включен в состав национальной комиссии, отвечающей за разработку плана борьбы с раковыми заболеваниями, в 1998 году был членом комиссии, которая должна была оценить последствия противоракового лечения, известного как «терапия Ди Белла».
Состоял в рядах Итальянской социалистической партии, после ее самороспуска в 1994 году присоединился к Демократической партии.
В 2000—2001 годах занимал пост министра здравоохранения во втором правительстве Амато. В качестве министра он, в частности, боролся за принятие закона о борьбе с курением.
В 2003 году основал Фонд Умберто Веронези для финансирования научных исследований в области онкологии. В 2009 году со своим фондом он начал проект «Наука ради мира», международное движение за мир, возглавляемое представителями научного мира, в том числе несколькими нобелевскими лауреатами. Цель состоит в том, чтобы устранить коренные причины конфликтов и неравенства с помощью научного подхода и предложить конкретные решения для их преодоления.
В 2008 году избран в Сенат Италии и состоял во фракции Демократической партии, входил в 7-ю постоянную комиссию Сената (общественное образование и культурное наследие). 22 февраля 2011 года досрочно сдал мандат.
5 ноября 2010 года Совет министров Италии назначил Веронези председателем Агентства ядерной безопасности Италии. Назначение было воспринято как признак возможного возрождения итальянской ядерной энергетики, но в июне 2011 года большинство избирателей проголосовали на референдуме против её развития, и 4 сентября 2011 года Веронези объявил о своей отставке.
С 2010 года являлся президентом научного комитета Фонда «Италия-США».
Как учёный выступал за ограничение медицинских экспериментов с животными и не считал употребление мяса обязательным, утверждая, что вегетарианская диета, которой он сам придерживается, помогает предотвратить возникновение серьёзных заболеваний, включая рак кишечника. В возглавляемом им институте он принял императив «животных не используют». Также был пропагандистом осознанного согласия и жизненной воли и эвтаназии. При этом он был противником абортов, называя их актом против природы. Поддержал мусоросжигательные заводы в качестве решения некоторых проблем, связанных с удалением отходов, и заявил, что они безопасны для здоровья, был сторонником атомной энергетики. Являлся сторонником легализации однополых отношений. Неоднократно утверждал тезис о моральном и интеллектуальном превосходстве женщин над мужчинами, поскольку женщины — это инстинктивное и полное величие, генетическое величие, которое основано на сочетании ДНК и умственных характеристик, что приводит к лучшей способности к адаптации.
Скончался 8 ноября 2016 года в Милане.

## Личная жизнь
Был женат на Сусанне (Султане) Расон (Susanna (Sultana) Razon). Отец семерых детей — шестеро из них от жены, один — от связи с онкологом Эммануэлой Проперци (Emanuela Properzi). Сын — Альберто Веронези — стал известным дирижёром. В 2013 году Умберто Веронези сказал в интервью, что предпочитает стихи Эмили Дикинсон, Анны Ахматовой и Марины Цветаевой. Спал по три-четыре часа в сутки, посвящая свободное время поэзии и богословию, Библия оставалась настольной книгой Веронези, хотя он полагал, что «люди создали Бога, а не Бог — человека».

## Награды и звания
- Золотая медаль за заслуги в области здоровья нации и общественного здравоохранения[итал.] (8 ноября 1974)[10]
- Кавалер Большого креста ордена «За заслуги перед Итальянской Республикой» (5 января 1982)[11]
- Международная премия короля Фейсала (2003)

## Труды
- Umberto Veronesi. Da bambino avevo un sogno. Tra ricerca e cura, la mia lotta al tumore. — Milano, 2002. — ISBN 88-04-51036-6.
- Umberto Veronesi, Mario Pappagallo. Una carezza per guarire. La nuova medicina tra scienza e coscienza. — Milano, 2005. — ISBN 88-8274-791-3.
- Umberto Veronesi. Il diritto di morire. La libertà del laico di fronte alla sofferenza. — Milano, 2005. — ISBN 88-04-54864-9.
- Umberto Veronesi, Alain Elkann. Essere laico. — Milano, 2007. — ISBN 88-452-5953-6.
- Umberto Veronesi. L'ombra e la luce. La mia lotta contro il male. — Torino, 2008. — ISBN 978-88-06-19501-4.
- Umberto Veronesi. Dell'amore e del dolore delle donne. — Torino, 2010. — ISBN 978-88-06-20133-3.
- Umberto Veronesi, Alessandro Cecchi Paone. Scienza e pace. — Bagno a Ripoli, 2011. — ISBN 978-88-368-1253-0.
- Umberto Veronesi. Il diritto di non soffrire. Cure palliative, testamento biologico, eutanasia. — Milano, 2011. — ISBN 978-88-04-60652-9.
- Umberto Veronesi. Verso la scelta vegetariana. Il tumore si previene anche a tavola. — Firenze, 2011. — ISBN 978-88-09-76687-7.
- Umberto Veronesi. Longevità. — Torino, 2012. — ISBN 978-88-339-2333-8.
- Umberto Veronesi, Giovanni Reale, Responsabilità della vita. Bompiani, 2013, — ISBN 9788845273469
- Umberto Veronesi. La dieta del digiuno. Perdere peso e prevenire le malattie con la restrizione calorica. — Milano, 2013. — ISBN 978-88-04-62630-5.
- Umberto Veronesi. Il mestiere di uomo. — Torino, 2014. — ISBN 978-88-06-21692-4.
- Umberto Veronesi, Maria Giovanna Luini, Il mio mondo è donna, Mondadori, 2015, ISBN 978-88-520-5973-5
- Umberto Veronesi. Tre sere alla settimana. 300 film, 12 anni di passione cinematografica. — Torino, 2015. — ISBN 978-88-511-3656-7.